# Thomas Percy (7e comte de Northumberland)
Pour les articles homonymes, voir Thomas Percy.
Thomas Percy (10 juin 1528 – 22 août 1572), 7e comte de Northumberland, prend la tête du Soulèvement du Nord et est exécuté pour trahison. Il est beatifié par l'Église catholique en 1895.

## Biographie
Thomas Percy est le fils aîné de Thomas Percy (en) († 1537), et d'Eleanor Harbottle († 1567), fille de Sir Guiscard Harbottle. Son père a été exécuté pour avoir pris part à la révolte dénommée Pèlerinage de Grâce (et donc son attachement à l'Église catholique),. Il est le neveu de Henry Algernon Percy (6e comte de Northumberland), avec qui Anne Boleyn eut une relation sentimentale avant de devenir la femme du roi Henry VIII.
Après la condamnation de leur père, Thomas et son frère sont retirés à leur mère, déchu de leurs titres de noblesse, et confié à un gouverneur. Lorsque la reine Marie Ire (catholique) devient reine d'Angleterre en 1553, il retrouve ses titres de noblesse. La reine le fait gouverneur du château de Prudhoe et 7e comte de Northumberland. La reine suivante, Elisabeth 1ere le fait chevalier de la Jarretière. Mais le changement politique qui ramène une monarchie protestante le met en difficulté. Il est dénoncé comme « obstiné dans sa religion catholique ». On lui retire quelques honneurs. Quand Marie Stuart se réfugie à Carlisle, il la rejoint espérant qu'elle pourrait ramener le catholicisme comme religion d'état dans le royaume. Il s'allie avec Charles Neville, Comte de Westmorland et ils provoquent la révolte de 1569. Ils prennent la ville de Durham où ils rétablissent le catholicisme. Un mois plus tard, le comte de Sussex, Thomas Radclyffe, reprend la ville et matte la rébellion. Thomas Percy se réfugie en Écosse et se cache dans le château de Loch Leven. Il est arrêté en 1572 et conduit à York. Durant son procès il se déclare « fièrement catholique ». Il est exécuté le 22 août 1572 à York par décapitation,,.

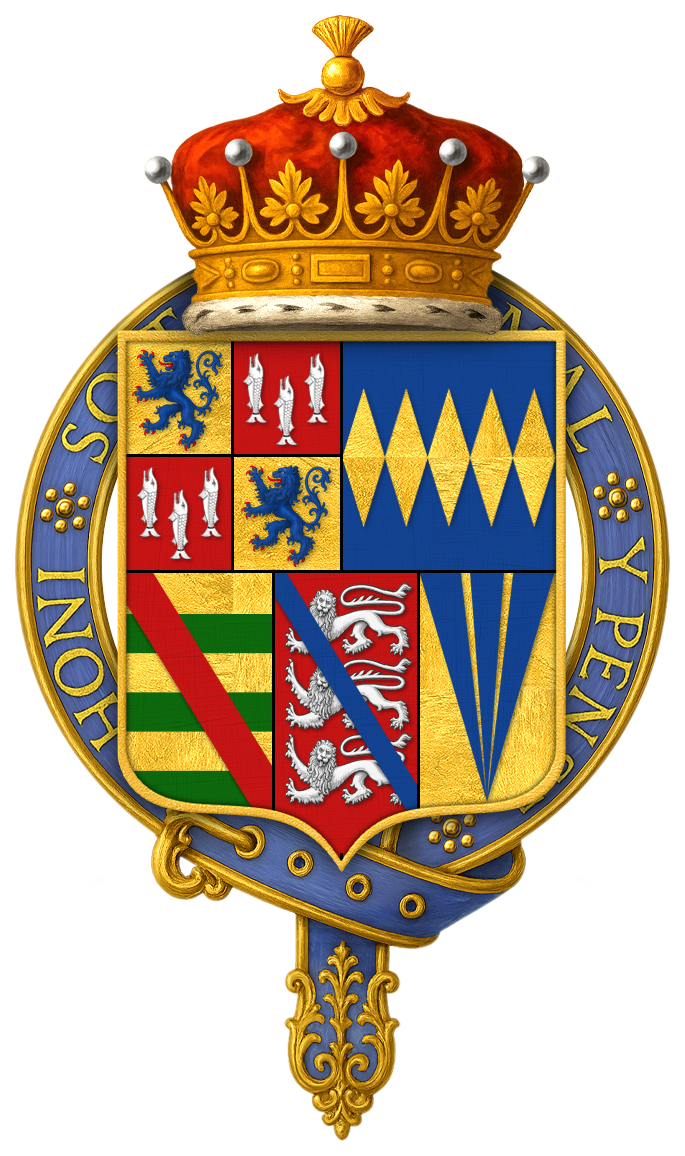
Armoiries de Thomas Percy, 7e comte de Northumberland.

Le pape Léon XIII le béatifie le 13 mai 1895. Sa mémoire est célébrée le 22 août, mais localement le 26 août.